# Cuora yunnanensis
Espèce
Synonymes
- Cyclemys yunnanensis Boulenger, 1906

Statut de conservation UICN

 CR B2ab(ii,iii,v); D : 
En danger critique
Statut CITES
Cuora yunnanensis est une espèce de tortues de la famille des Geoemydidae.

## Répartition
Cette espèce est endémique du Yunnan en Chine.

## Étymologie
Son nom d'espèce, composé de yunnan et du suffixe latin -ensis, « qui vit dans, qui habite », lui a été donné en référence au lieu de sa découverte.

## Publication originale
- Boulenger, 1906 : Descriptions of new reptiles from Yunnan. Annals and Magazine of Natural History, ser. 7, vol. 17, no 102, p. 567-568 (texte intégral).